# Lia Capizzi
Amelia “Lia” Capizzi (Camposampiero, 14 giugno 1972) è una giornalista, conduttrice televisiva e conduttrice radiofonica italiana.

## Biografia
Nata in provincia di Padova nel 1972, conseguì la maturità classica nel 1991 e si iscrisse all'Università degli Studi di Padova, interrompendo gli studi già al primo anno quando, dopo aver superato un provino presso una radio privata padovana, Radio Gemini One, iniziò a condurre una rubrica musicale con intermezzi di informazione sportiva.
Per quasi quattro anni alternò studio e lavoro finché, nel 1994, le fu proposto di entrare in pianta stabile nel mondo radiotelevisivo per il gruppo TMC: sì trasferì quindi a Milano, rinunciando definitivamente alla carriera universitaria. Iniziò quindi a collaborare a Radio 105 e Radio Monte Carlo come giornalista praticante, occupandosi di interviste, giornali radio e notizie sportive, e trovando anche spazio sulla carta stampata, dalle colonne del quotidiano Il Giorno.
Da settembre 2000 a maggio 2002 lavorò per la redazione sportiva di Mediaset, per la quale condusse le rubriche sportive del TG5, di Studio Aperto e del TG4 e collaborò a Controcampo; nel giugno 2002 passò a Radio Rai, per la quale commentò gli incontri del campionato del mondo 2002 (Tutto il mondiale minuto per minuto) e collaborò alla rubrica radiofonica calcistica Zona Cesarini.
Da agosto 2003 ebbe inizio il rapporto con l'emittente satellitare Sky Italia per la cui testata sportiva, Sky Sport, divenne la prima giornalista a commentare in televisione un incontro di serie A in Italia: accadde il 9 gennaio 2005 a Messina, in occasione della partita Messina - Brescia. Nella circostanza fu inviata in cabina di commento senza preavviso, a seguito di un'emergenza.
Interessata in generale a qualsiasi sport, si è poi accostata al rugby; in occasione della Coppa del Mondo di rugby 2007 in Francia ha seguito il ritiro della Nazionale italiana e ha curato i pre e post-partita degli incontri più importanti del torneo; inoltre, insieme ai fratelli Mauro e Mirco Bergamasco, ha pubblicato un libro per Rizzoli, Quelli del rugby (2007).
Ha condotto per Sky Sport il magazine televisivo Sport Time fino ad agosto 2008, data della soppressione dello stesso a seguito della nascita del canale Sky Sport 24.
Il 1º novembre 2021 annuncia, attraverso i propri canali social, l'addio a Sky Sport dopo 18 anni, per passare in Rai. 
Nel 2022 diventa opinionista de La Domenica Sportiva.